# The Human League/Diskografie
Diese Diskografie ist eine Übersicht über die musikalischen Werke der britischen New-Wave-Musikgruppe The Human League und ihrer Pseudonyme wie The Men und The League Unlimited Orchestra. Den Schallplattenauszeichnungen zufolge hat sie bisher mehr als 7,9 Millionen Tonträger verkauft, davon alleine in ihrer Heimat über fünf Millionen. Ihre erfolgreichste Veröffentlichung ist die Single Don’t You Want Me mit über drei Millionen verkauften Einheiten.

## Alben

### Studioalben
| Jahr | Titel Musiklabel                     | Höchstplatzierung, Gesamtwochen, AuszeichnungChartplatzierungen (Jahr, Titel, Musiklabel, Platzierungen, Wochen, Auszeichnungen, Anmerkungen) | Höchstplatzierung, Gesamtwochen, AuszeichnungChartplatzierungen (Jahr, Titel, Musiklabel, Platzierungen, Wochen, Auszeichnungen, Anmerkungen) | Höchstplatzierung, Gesamtwochen, AuszeichnungChartplatzierungen (Jahr, Titel, Musiklabel, Platzierungen, Wochen, Auszeichnungen, Anmerkungen) | Höchstplatzierung, Gesamtwochen, AuszeichnungChartplatzierungen (Jahr, Titel, Musiklabel, Platzierungen, Wochen, Auszeichnungen, Anmerkungen) | Höchstplatzierung, Gesamtwochen, AuszeichnungChartplatzierungen (Jahr, Titel, Musiklabel, Platzierungen, Wochen, Auszeichnungen, Anmerkungen) | Anmerkungen                                                  |
| Jahr | Titel Musiklabel                     | DE | AT | CH | UK | US | Anmerkungen                                                  |
| ---- | ------------------------------------ | --- | --- | --- | --- | --- | ------------------------------------------------------------ |
| 1979 | Reproduction Virgin Records (Virgin) | — | — | — | UK34 Gold · (23 Wo.)UK | — | Erstveröffentlichung: Oktober 1979 Verkäufe: + 100.000       |
| 1980 | Travelogue Virgin Records (Virgin)   | — | — | — | UK16 Gold · (42 Wo.)UK | — | Erstveröffentlichung: 23. Mai 1980 Verkäufe: + 100.000       |
| 1981 | Dare! Virgin Records (Virgin)        | DE19 (17 Wo.)DE | — | — | UK1 ×3Dreifachplatin · (74 Wo.)UK | US3 Gold · (38 Wo.)US | Erstveröffentlichung: 16. Oktober 1981 Verkäufe: + 1.620.000 |
| 1984 | Hysteria Virgin Records (Virgin)     | DE44 (8 Wo.)DE | — | — | UK3 Gold · (18 Wo.)UK | US62 (13 Wo.)US | Erstveröffentlichung: 7. Mai 1984 Verkäufe: + 100.000        |
| 1986 | Crash Virgin Records (Virgin)        | DE14 (11 Wo.)DE | — | — | UK7 Gold · (6 Wo.)UK | US24 (25 Wo.)US | Erstveröffentlichung: 8. September 1986 Verkäufe: + 150.000  |
| 1990 | Romantic? Virgin Records (Virgin)    | — | — | — | UK24 (2 Wo.)UK | — | Erstveröffentlichung: 17. September 1990                     |
| 1995 | Octopus Eastwest (WMG)               | DE76 (6 Wo.)DE | — | — | UK6 Gold · (14 Wo.)UK | — | Erstveröffentlichung: 23. Januar 1995 Verkäufe: + 100.000    |
| 2001 | Secrets Papillon Records (Papillon)  | DE64 (1 Wo.)DE | — | — | UK44 (2 Wo.)UK | — | Erstveröffentlichung: 6. August 2001                         |
| 2011 | Credo Wall of Sound (Kassner Music)  | DE57 (1 Wo.)DE | — | — | UK44 (1 Wo.)UK | — | Erstveröffentlichung: 21. März 2011 Verkäufe: + 20.000       |

grau schraffiert: keine Chartdaten aus diesem Jahr verfügbar

### Livealben
| Jahr | Titel Musiklabel               | Anmerkungen                |
| ---- | ------------------------------ | -------------------------- |
| 2005 | Live at the Dome Snapper Music | Erstveröffentlichung: 2005 |

### Kompilationen
| Jahr | Titel Musiklabel                                                 | Höchstplatzierung, Gesamtwochen, AuszeichnungChartplatzierungen (Jahr, Titel, Musiklabel, Platzierungen, Wochen, Auszeichnungen, Anmerkungen) | Höchstplatzierung, Gesamtwochen, AuszeichnungChartplatzierungen (Jahr, Titel, Musiklabel, Platzierungen, Wochen, Auszeichnungen, Anmerkungen) | Höchstplatzierung, Gesamtwochen, AuszeichnungChartplatzierungen (Jahr, Titel, Musiklabel, Platzierungen, Wochen, Auszeichnungen, Anmerkungen) | Höchstplatzierung, Gesamtwochen, AuszeichnungChartplatzierungen (Jahr, Titel, Musiklabel, Platzierungen, Wochen, Auszeichnungen, Anmerkungen) | Höchstplatzierung, Gesamtwochen, AuszeichnungChartplatzierungen (Jahr, Titel, Musiklabel, Platzierungen, Wochen, Auszeichnungen, Anmerkungen) | Anmerkungen                                                 |
| Jahr | Titel Musiklabel                                                 | DE | AT | CH | UK | US | Anmerkungen                                                 |
| ---- | ---------------------------------------------------------------- | --- | --- | --- | --- | --- | ----------------------------------------------------------- |
| 1988 | Greatest Hits Virgin Records (Virgin)                            | — | — | — | UK3 ×2Doppelplatin · (38 Wo.)UK | — | Erstveröffentlichung: 31. Oktober 1988 Verkäufe: + 600.000  |
| 1996 | Soundtrack to a Generation Disky (EMI)                           | — | — | — | — | — | Erstveröffentlichung: 1996                                  |
| 1997 | The Best of Virgin Records (Virgin)                              | — | — | — | UK— SilberUK | — | Erstveröffentlichung: 1997 Verkäufe: + 60.000               |
| 1998 | The Very Best of the Human League Ark 21 Records (EMI)           | — | — | — | — | — | Erstveröffentlichung: 1998                                  |
| 2002 | The Golden Hour of the Future Black Melody (EMI)                 | — | — | — | — | — | Erstveröffentlichung: 11. November 2002 mit The Future      |
| 2003 | The Very Best of the Human League Virgin Records (EMI)           | — | — | — | UK24 Silber · (4 Wo.)UK | — | Erstveröffentlichung: 15. September 2003 Verkäufe: + 60.000 |
| 2005 | Original Remixes & Rarities Virgin Records (EMI)                 | — | — | — | — | — | Erstveröffentlichung: November 2005                         |
| 2011 | Essential Virgin Records (EMI)                                   | — | — | — | UK13 (4 Wo.)UK | — | Erstveröffentlichung: 9. September 2011                     |
| 2012 | All the Best Virgin Records (EMI)                                | — | — | — | UK— SilberUK | — | Erstveröffentlichung: 26. November 2012 Verkäufe: + 60.000  |
| 2016 | Anthology: A Very British Synthesizer Group Virgin Records (UMG) | — | — | — | UK90 (1 Wo.)UK | — | Erstveröffentlichung: 18. November 2016                     |

### Remixalben
| Jahr | Titel Musiklabel                                               | Höchstplatzierung, Gesamtwochen, AuszeichnungChartplatzierungen (Jahr, Titel, Musiklabel, Platzierungen, Wochen, Auszeichnungen, Anmerkungen) | Höchstplatzierung, Gesamtwochen, AuszeichnungChartplatzierungen (Jahr, Titel, Musiklabel, Platzierungen, Wochen, Auszeichnungen, Anmerkungen) | Höchstplatzierung, Gesamtwochen, AuszeichnungChartplatzierungen (Jahr, Titel, Musiklabel, Platzierungen, Wochen, Auszeichnungen, Anmerkungen) | Höchstplatzierung, Gesamtwochen, AuszeichnungChartplatzierungen (Jahr, Titel, Musiklabel, Platzierungen, Wochen, Auszeichnungen, Anmerkungen) | Höchstplatzierung, Gesamtwochen, AuszeichnungChartplatzierungen (Jahr, Titel, Musiklabel, Platzierungen, Wochen, Auszeichnungen, Anmerkungen) | Anmerkungen |
| Jahr | Titel Musiklabel                                               | DE | AT | CH | UK | US | Anmerkungen |
| ---- | -------------------------------------------------------------- | --- | --- | --- | --- | --- | --- |
| 1982 | Love and Dancing: Instrumental Remixes Virgin Records (Virgin) | — | — | — | UK— PlatinUK | US135 (7 Wo.)US | Erstveröffentlichung: 9. Juli 1982 als The League Unlimited Orchestra, Instrumentalversionen von Liedern des Albums Dare Verkäufe: + 300.000 |

grau schraffiert: keine Chartdaten aus diesem Jahr verfügbar

### EPs
| Jahr | Titel Musiklabel                              | Höchstplatzierung, Gesamtwochen, AuszeichnungChartplatzierungen (Jahr, Titel, Musiklabel, Platzierungen, Wochen, Auszeichnungen, Anmerkungen) | Höchstplatzierung, Gesamtwochen, AuszeichnungChartplatzierungen (Jahr, Titel, Musiklabel, Platzierungen, Wochen, Auszeichnungen, Anmerkungen) | Höchstplatzierung, Gesamtwochen, AuszeichnungChartplatzierungen (Jahr, Titel, Musiklabel, Platzierungen, Wochen, Auszeichnungen, Anmerkungen) | Höchstplatzierung, Gesamtwochen, AuszeichnungChartplatzierungen (Jahr, Titel, Musiklabel, Platzierungen, Wochen, Auszeichnungen, Anmerkungen) | Höchstplatzierung, Gesamtwochen, AuszeichnungChartplatzierungen (Jahr, Titel, Musiklabel, Platzierungen, Wochen, Auszeichnungen, Anmerkungen) | Anmerkungen                                                    |
| Jahr | Titel Musiklabel                              | DE | AT | CH | UK | US | Anmerkungen                                                    |
| ---- | --------------------------------------------- | --- | --- | --- | --- | --- | -------------------------------------------------------------- |
| 1979 | The Dignity of Labour Virgin Records (Virgin) | — | — | — | — | — | Erstveröffentlichung: April 1979                               |
| 1980 | Holiday ’80 Virgin Records (Virgin)           | — | — | — | UK46 (10 Wo.)UK | — | Erstveröffentlichung: 21. April 1980 in UK Wiedereintritt 1982 |
| 1983 | Fascination! Virgin Records (Virgin)          | — | — | — | — | US22 (29 Wo.)US | Erstveröffentlichung: 1983                                     |

grau schraffiert: keine Chartdaten aus diesem Jahr verfügbar

## Singles
| Jahr | Titel Album                              | Höchstplatzierung, Gesamtwochen, AuszeichnungChartplatzierungen (Jahr, Titel, Album, Platzierungen, Wochen, Auszeichnungen, Anmerkungen) | Höchstplatzierung, Gesamtwochen, AuszeichnungChartplatzierungen (Jahr, Titel, Album, Platzierungen, Wochen, Auszeichnungen, Anmerkungen) | Höchstplatzierung, Gesamtwochen, AuszeichnungChartplatzierungen (Jahr, Titel, Album, Platzierungen, Wochen, Auszeichnungen, Anmerkungen) | Höchstplatzierung, Gesamtwochen, AuszeichnungChartplatzierungen (Jahr, Titel, Album, Platzierungen, Wochen, Auszeichnungen, Anmerkungen) | Höchstplatzierung, Gesamtwochen, AuszeichnungChartplatzierungen (Jahr, Titel, Album, Platzierungen, Wochen, Auszeichnungen, Anmerkungen) | Anmerkungen                                                                                      |
| Jahr | Titel Album                              | DE | AT | CH | UK | US | Anmerkungen                                                                                      |
| ---- | ---------------------------------------- | --- | --- | --- | --- | --- | ------------------------------------------------------------------------------------------------ |
| 1978 | Being Boiled Travelogue • Holiday ’80    | DE6 (24 Wo.)DE | AT17 (6 Wo.)AT | — | UK6 (9 Wo.)UK | — | Erstveröffentlichung: 30. Juni 1978 Charteinstiege erst nach Wiederveröffentlichung 1982         |
| 1979 | I Don’t Depend on You –                  | — | — | — | — | — | Erstveröffentlichung: 20. Juli 1979 als The Men                                                  |
| 1979 | Empire State Human Reproduction          | — | — | — | UK62 (2 Wo.)UK | — | Erstveröffentlichung: September 1979                                                             |
| 1980 | Only After Dark Travelogue               | — | — | — | — | — | Erstveröffentlichung: 23. Mai 1980                                                               |
| 1981 | Boys and Girls Travelogue                | — | — | — | UK48 (4 Wo.)UK | — | Erstveröffentlichung: 16. Februar 1981                                                           |
| 1981 | The Sound of the Crowd Dare!             | — | — | — | UK12 (10 Wo.)UK | — | Erstveröffentlichung: 20. April 1981                                                             |
| 1981 | Love Action (I Believe in Love) Dare!    | — | — | — | UK3 Silber · (13 Wo.)UK | — | Erstveröffentlichung: 27. Juli 1981 Verkäufe: + 300.000                                          |
| 1981 | Open Your Heart Dare!                    | — | — | — | UK6 Silber · (9 Wo.)UK | — | Erstveröffentlichung: 28. September 1981 Verkäufe: + 250.000                                     |
| 1981 | Don’t You Want Me Dare!                  | DE5 (19 Wo.)DE | — | CH4 (6 Wo.)CH | UK1 ×3Dreifachplatin · (17 Wo.)UK | US1 Gold · (28 Wo.)US | Erstveröffentlichung: 27. November 1981 in UK Wiedereintritt 1995 und 2014 Verkäufe: + 3.085.000 |
| 1982 | Mirror Man Fascination!                  | DE49 (8 Wo.)DE | — | — | UK2 Silber · (11 Wo.)UK | US30 (12 Wo.)US | Erstveröffentlichung: 8. November 1982 Verkäufe: + 250.000                                       |
| 1983 | (Keep Feeling) Fascination Fascination!  | — | — | — | UK2 Silber · (9 Wo.)UK | US8 (20 Wo.)US | Erstveröffentlichung: 15. April 1983 Verkäufe: + 310.000                                         |
| 1984 | The Lebanon Hysteria                     | — | — | — | UK11 (8 Wo.)UK | US64 (5 Wo.)US | Erstveröffentlichung: 23. April 1984                                                             |
| 1984 | Life on Your Own Hysteria                | — | — | — | UK16 (7 Wo.)UK | — | Erstveröffentlichung: 18. Juni 1984                                                              |
| 1984 | Louise Hysteria                          | — | — | — | UK13 (10 Wo.)UK | — | Erstveröffentlichung: 5. November 1984                                                           |
| 1986 | Human Crash                              | DE5 (14 Wo.)DE | — | CH25 (3 Wo.)CH | UK8 (8 Wo.)UK | US1 (20 Wo.)US | Erstveröffentlichung: 11. August 1986 Verkäufe: + 50.000                                         |
| 1986 | I Need Your Loving Crash                 | — | — | — | UK72 (2 Wo.)UK | US44 (11 Wo.)US | Erstveröffentlichung: 10. November 1986                                                          |
| 1988 | Love Is All That Matters Crash           | — | — | — | UK41 (5 Wo.)UK | — | Erstveröffentlichung: Oktober 1988                                                               |
| 1990 | Heart Like a Wheel Romantic?             | DE36 (13 Wo.)DE | — | — | UK29 (5 Wo.)UK | US32 (11 Wo.)US | Erstveröffentlichung: 6. August 1990                                                             |
| 1990 | Soundtrack to a Generation Romantic?     | — | — | — | UK77 (2 Wo.)UK | — | Erstveröffentlichung: 12. November 1990                                                          |
| 1994 | Tell Me When Octopus                     | DE53 (16 Wo.)DE | — | — | UK6 (10 Wo.)UK | US31 (12 Wo.)US | Erstveröffentlichung: 27. Dezember 1994                                                          |
| 1995 | One Man in My Heart Octopus              | DE90 (5 Wo.)DE | — | — | UK13 (8 Wo.)UK | — | Erstveröffentlichung: 6. März 1995                                                               |
| 1995 | Filling Up with Heaven Octopus           | — | — | — | UK36 (4 Wo.)UK | — | Erstveröffentlichung: 5. Juni 1995                                                               |
| 1996 | Stay with Me Tonight Greatest Hits       | — | — | — | UK40 (2 Wo.)UK | — | Erstveröffentlichung: 8. Januar 1996                                                             |
| 2001 | All I Ever Wanted Secrets                | — | — | — | UK47 (2 Wo.)UK | — | Erstveröffentlichung: 23. Juli 2001                                                              |
| 2003 | Love Me Madly? Secrets                   | — | — | — | — | — | Erstveröffentlichung: 2003                                                                       |
| 2007 | The Things That Dreams Are Made of Dare! | — | — | — | — | — | Erstveröffentlichung: 5. November 2007                                                           |
| 2010 | Night People Credo                       | — | — | — | — | — | Erstveröffentlichung: 22. November 2010                                                          |
| 2011 | Never Let Me Go Credo                    | — | — | — | — | — | Erstveröffentlichung: 21. März 2011                                                              |

## Videoalben
| Jahr | Titel Musiklabel                     | Höchstplatzierung, Gesamtwochen, AuszeichnungChartplatzierungen (Jahr, Titel, Musiklabel, Platzierungen, Wochen, Auszeichnungen, Anmerkungen) | Höchstplatzierung, Gesamtwochen, AuszeichnungChartplatzierungen (Jahr, Titel, Musiklabel, Platzierungen, Wochen, Auszeichnungen, Anmerkungen) | Höchstplatzierung, Gesamtwochen, AuszeichnungChartplatzierungen (Jahr, Titel, Musiklabel, Platzierungen, Wochen, Auszeichnungen, Anmerkungen) | Höchstplatzierung, Gesamtwochen, AuszeichnungChartplatzierungen (Jahr, Titel, Musiklabel, Platzierungen, Wochen, Auszeichnungen, Anmerkungen) | Höchstplatzierung, Gesamtwochen, AuszeichnungChartplatzierungen (Jahr, Titel, Musiklabel, Platzierungen, Wochen, Auszeichnungen, Anmerkungen) | Anmerkungen                |
| Jahr | Titel Musiklabel                     | DE | AT | CH | UK | US | Anmerkungen                |
| ---- | ------------------------------------ | --- | --- | --- | --- | --- | -------------------------- |
| 1983 | The Human League Video Single        | — | — | — | — | — | Erstveröffentlichung: 1983 |
| 1988 | Human League Greatest Hits           | — | — | — | — | — | Erstveröffentlichung: 1988 |
| 1995 | The Human League Video Greatest Hits | — | — | — | UK19 (4 Wo.)UK | — | Erstveröffentlichung: 1995 |
| 2003 | The Very Best of the Human League    | — | — | — | UK7 (5 Wo.)UK | — | Erstveröffentlichung: 2003 |
| 2004 | The Human League Live at The Dome    | — | — | — | UK30 (2 Wo.)UK | — | Erstveröffentlichung: 2004 |

## Promosingles
| Jahr | Titel Album               | Anmerkungen                |
| ---- | ------------------------- | -------------------------- |
| 1995 | Don’t You Want Me (Remix) | Erstveröffentlichung: 1995 |

## Sonderveröffentlichungen
Boxsets
| Jahr | Titel Musiklabel                   | Anmerkungen                                                         |
| ---- | ---------------------------------- | ------------------------------------------------------------------- |
| 2003 | Crash / Dare! Virgin Records (EMI) | Erstveröffentlichung: 2003 Teil der Reihe 2 Original Classic Albums |

## Statistik

### Chartauswertung
|                     | DE    | AT    | CH    | UK     | US    |
| ------------------- | ----- | ----- | ----- | ------ | ----- |
| Nummer-eins-Alben   | DE—DE | AT—AT | CH—CH | UK1UK  | US—US |
| Top-10-Alben        | DE—DE | AT—AT | CH—CH | UK5UK  | US1US |
| Alben in den Charts | DE6DE | AT—AT | CH—CH | UK14UK | US5US |

|                       | DE    | AT    | CH    | UK     | US    |
| --------------------- | ----- | ----- | ----- | ------ | ----- |
| Nummer-eins-Singles   | DE—DE | AT—AT | CH—CH | UK1UK  | US2US |
| Top-10-Singles        | DE3DE | AT—AT | CH1CH | UK8UK  | US3US |
| Singles in den Charts | DE7DE | AT1AT | CH2CH | UK22UK | US8US |

|                          | DE    | AT    | CH    | UK    | US    |
| ------------------------ | ----- | ----- | ----- | ----- | ----- |
| Nummer-eins-Videoalben   | DE—DE | AT—AT | CH—CH | UK—UK | US—US |
| Top-10-Videoalben        | DE—DE | AT—AT | CH—CH | UK1UK | US—US |
| Videoalben in den Charts | DE—DE | AT—AT | CH—CH | UK3UK | US—US |

### Auszeichnungen für Musikverkäufe
| Silberne Schallplatte - Europa (Impala) - 2012: für das Album Credo Goldene Schallplatte - Dänemark - 2024: für die Single Don’t You Want Me - Italien - 2024: für die Single Don’t You Want Me - Kanada - 1982: für die Single Love Action - 1983: für die Single (Keep Feeling) Fascination - 1986: für die Single Human - 1986: für das Album Crash - Neuseeland - 1983: für die Single (Keep Feeling) Fascination - Niederlande - 1982: für das Album Dare! | Platin-Schallplatte - Australien - 1982: für das Album Dare! - Kanada - 1982: für die Single Don’t You Want Me - 1982: für das Album Dare! - Neuseeland - 1982: für das Album Dare! - Spanien - 2025: für die Single Don’t You Want Me 2× Platin-Schallplatte - Neuseeland - 2024: für die Single Don’t You Want Me |

Anmerkung: Auszeichnungen in Ländern aus den Charttabellen bzw. Chartboxen sind in ebendiesen zu finden.
| Land/RegionAuszeichnungen für Musikverkäufe (Land/Region, Auszeichnungen, Verkäufe, Quellen) | Silber     | Gold       | Platin       | Verkäufe  | Quellen                       |
| -------------------------------------------------------------------------------------------- | ---------- | ---------- | ------------ | --------- | ----------------------------- |
| Australien (ARIA)                                                                            | —          | —          | Platin1      | 50.000    | Einzelnachweise               |
| Dänemark (IFPI)                                                                              | —          | Gold1      | —            | 45.000    | ifpi.dk                       |
| Europa (Impala)                                                                              | Silber1    | —          | —            | (20.000)  | Einzelnachweise               |
| Italien (FIMI)                                                                               | —          | Gold1      | —            | 50.000    | fimi.it                       |
| Kanada (MC)                                                                                  | —          | 4× Gold4   | 2× Platin2   | 400.000   | musiccanada.com               |
| Neuseeland (RMNZ)                                                                            | —          | Gold1      | 3× Platin3   | 90.000    | aotearoamusiccharts.co.nz NZ2 |
| Niederlande (NVPI)                                                                           | —          | Gold1      | —            | 50.000    | nvpi.nl                       |
| Spanien (Promusicae)                                                                         | —          | —          | Platin1      | 60.000    | elportaldemusica.es           |
| Vereinigte Staaten (RIAA)                                                                    | —          | 2× Gold2   | —            | 1.500.000 | riaa.com                      |
| Vereinigtes Königreich (BPI)                                                                 | 7× Silber7 | 5× Gold5   | 9× Platin9   | 5.680.000 | bpi.co.uk                     |
| Insgesamt                                                                                    | 8× Silber8 | 15× Gold15 | 16× Platin16 |           |                               |